# Chapelle Rentert de Waltzing
La chapelle Rentert est un petit édifice religieux catholique sis à Waltzing, près d'Arlon en Belgique, à quelques pas de la frontière belgo-luxembourgeoise, sur la route qui conduit à Eischen (Luxembourg).  Datant du XVIIe siècle et dédiée à Notre-Dame-des-Sept-Douleurs, elle fut restaurée en 1883.

## Étymologie
L’origine du mot ‘Rentert’, ou son étymologie, est inconnue.

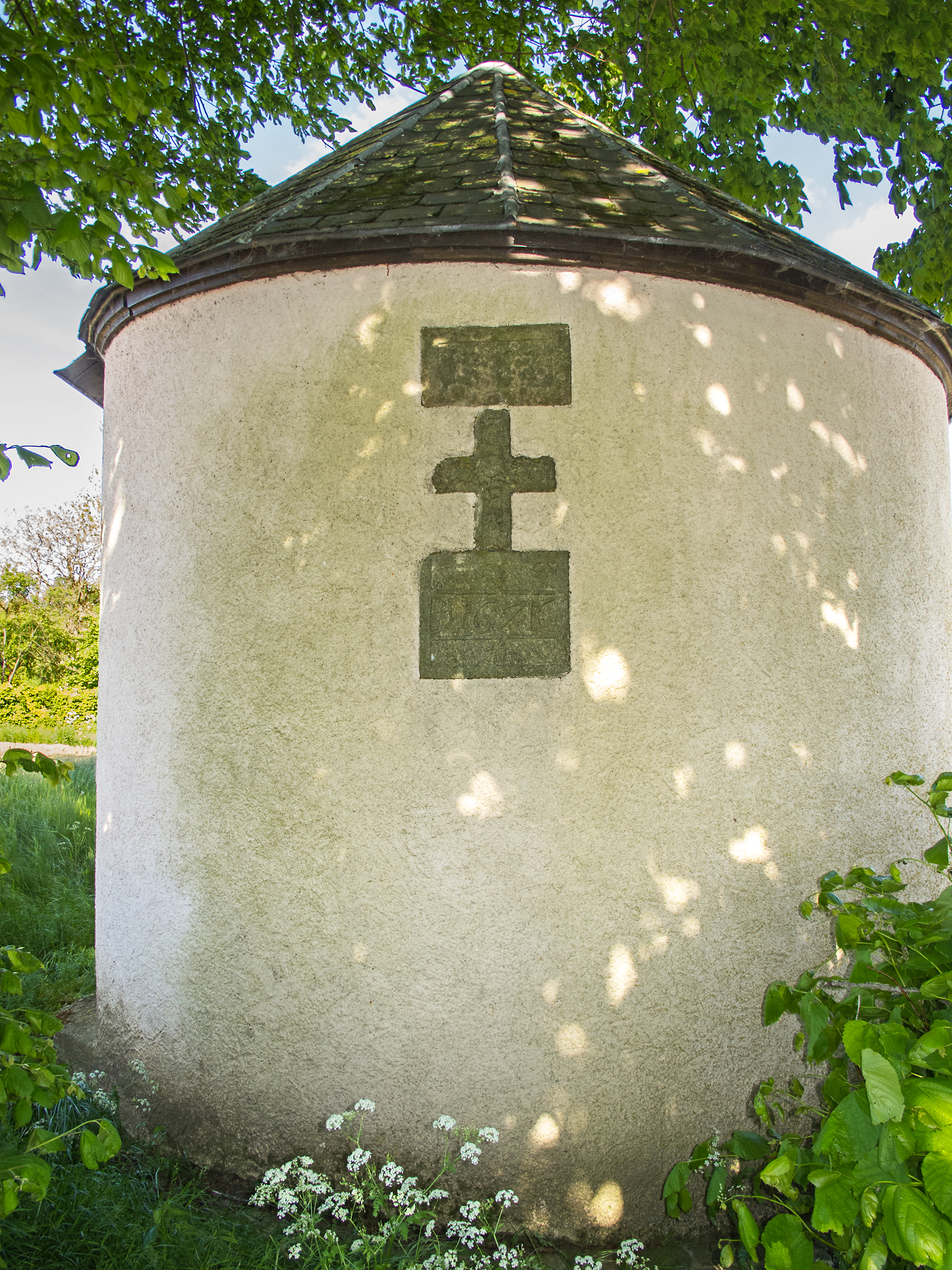
La pierre de fondation (1671) dans le mur du chevet de la chapelle

## Histoire
La chapelle, dédiée à Notre-Dame-des-Sept-Douleurs, date de 1671: une ancienne pierre de fondation portant cette date est fixée dans le mur du chevet. Isolée à l’extrémité du ‘chemin de la chapelle Rentert’ elle fut restaurée et remaniée en 1883. À l’intérieur, le sanctuaire est séparé de la petite nef par une grille en fonte venant de la fonderie de Clairefontaine, en 1862. Un recueil de légendes du Pays d'Arlon, évoque cette chapelle comme étant une des portes donnant sur l’enfer...
Bien que sise en territoire belge (à 170 mètres de la frontière) et relevant de Waltzing (Arlon), la chapelle est desservie par le clergé de la paroisse d’Eischen, au Grand-Duché de Luxembourg. Une procession mariale s'y rend durant le mois de mai.